# مونیسینگ (میشیگان)
مونیسینگ، میشیگان (به انگلیسی: Munising, Michigan) یک شهر در ایالات متحده آمریکا با جمعیت ۲٬۳۵۵ نفر است که در میشیگان واقع شده‌است.

## موقعیت جغرافیایی
موقعیت جغرافیایی شهرها و مناطق اطراف به شرح زیر است: